# 우이페헤르토

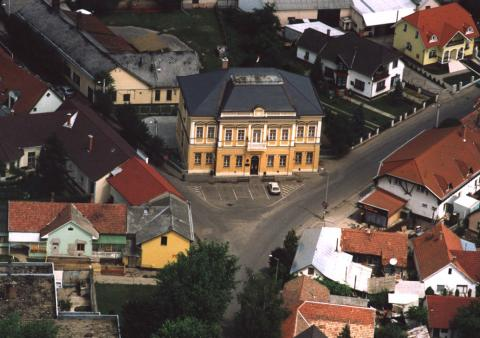
우이페헤르토

우이페헤르토(헝가리어: Újfehértó)는 헝가리 서볼치서트마르베레그주의 도시로 면적은 140.88km2, 인구는 13,611명(2005년 기준), 인구 밀도는 97.4명/km2이다.

시 문장

## 자매 도시
- 러시아 쿠르스크
- 체코 님부르크
- 슬로바키아 샤히